# IC 1796
IC 1796 је елиптична галаксија у сазвјежђу Феникс која се налази на листи објеката дубоког неба у Индекс каталогу.
Деклинација објекта је - 41° 22' 15" а ректасцензија 2h 22m 47,3s. Привидна величина (магнитуда) објекта IC 1796 износи 13,2 а фотографска магнитуда 14,2. IC 1796 је још познат и под ознакама ESO 298-38, MCG -7-6-1, PGC 9041.